# 나홀로 춤을 추긴 너무 외로워
《나홀로 춤을 추긴 너무 외로워》는 김완선의 정규 3집 음반이다.

## 수록곡
| #  | 제목                             | 작사   | 작곡   | 재생 시간 |
| -- | -------------------------------- | ------ | ------ | --------- |
| 1. | 〈나홀로 춤을 추긴 너무 외로워〉 | 이장희 | 이장희 | 3:27      |
| 2. | 〈편지〉                         | 이장희 | 이장희 | 3:20      |
| 3. | 〈그건 너〉                      | 이장희 | 이장희 | 3:25      |
| 4. | 〈나 그대에게 모두 드리리〉      | 이장희 | 이장희 | 4:10      |
| 5. | 〈사랑의 골목길〉                | 이장희 | 이장희 | 3:41      |

| #  | 제목                | 작사   | 작곡   | 재생 시간 |
| -- | ------------------- | ------ | ------ | --------- |
| 1. | 〈사랑의 골목길〉   | 이장희 | 이장희 | 3:23      |
| 2. | 〈잊혀진 사람〉     | 이고월 | 이고월 | 4:35      |
| 3. | 〈너는 아니?〉      | 이장희 | 이장희 | 4:35      |
| 4. | 〈휘파람을 부세요〉 | 이장희 | 이장희 | 4:30      |

## 크레딧
- 기획 : 이장희
- 편곡 : 연석원 (A1, A3, A4, A5, B2, B3), 송홍섭 (A2, B1, B4)

## 특이사항
- 이장희의 곡들을 많이 리메이크한 앨범이다. 신곡은 〈나홀로 춤을 추긴 너무 외로워〉, 〈사랑의 골목길〉, 〈너는 아니?〉이다.
- 〈그건 너〉는 녹음 과정에서 편곡자 연석원의 제안으로 절 부분을 랩으로 처리했는데 이는 통상적으로 한국가요 최초의 랩송으로 일컬어지는 홍서범의〈김삿갓〉보다도 앞선 시도였다. 이 곡은 5집의 CD 발매 때 손무현 편곡에 의한 재녹음 버전으로 다시 수록되기도 했다.
- 연석원이 6곡, 송홍섭이 3곡의 편곡을 맡았다. 〈사랑의 골목길〉은 두 사람 각자의 편곡으로 나뉘어 A면(연석원)과 B면(송홍섭)에 따로 실려있다.